# Park Kleparski
Park Kleparski inaczej zwany Fort Kleparski lub Park przy Forcie Kleparskim – park w Krakowie przy forcie kleparskim ograniczony ulicami: Prądnicką, Kamienną, al. Juliusza Słowackiego i kolejowym dworcem towarowym.
Jest to obszar zadrzewiony i dobrze utrzymany, otaczający zagospodarowany fort kleparski (jedyny zachowany w stanie niemal pierwotnym fort tego typu), w sąsiedztwie pętli autobusowej „Nowy Kleparz” i tramwajowej „Dworzec Towarowy”, przy kolejowym dworcu towarowym i więzieniu Montelupich.

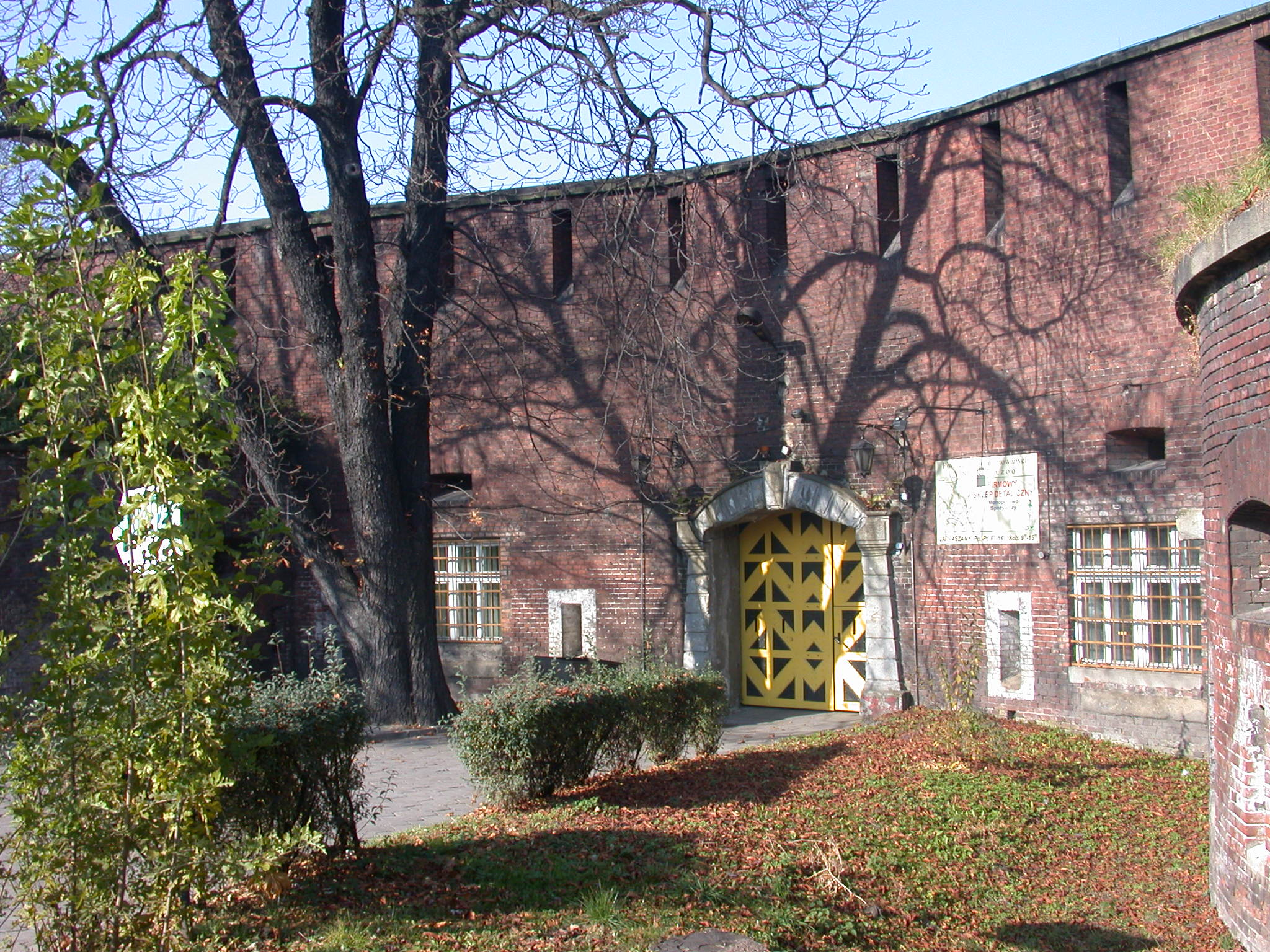
Fort Kleparz